# Кремпна (гміна)
Кремпна (пол. Gmina Krempna) — сільська гміна у східній Польщі. Належить до Ясельського повіту Підкарпатського воєводства.
Станом на 31 грудня 2011 у гміні проживало 2004 особи.

## Територія
Згідно з даними за 2007 рік площа гміни становила 203.58 км², у тому числі:
- орні землі: 25.00%
- ліси: 72.00%

Таким чином, площа гміни становить 24.52% площі повіту.

## Населення
Станом на 31 грудня 2011:
| Опис     | Загалом | Загалом | Чоловіки | Чоловіки | Жінки | Жінки |
| -------- | ------- | ------- | -------- | -------- | ----- | ----- |
| одиниця  | осіб    | %       | осіб     | %        | осіб  | %     |
| все      | 2004    | 100     | 1059     | 52.84    | 945   | 47.16 |
| міське   | 0       | 100     | 0        |          | 0     |       |
| сільське | 2004    | 100     | 1059     | 52.84    | 945   | 47.16 |

## Історія
1 серпня 1934 р. було створено гміну Кремпна в Ясельському повіті Краківського воєводства Польської республіки (1918—1939) рр.. До неї увійшли сільські громади: Граб, Крампна, Котань, Ожинна, Розстайне, Святкова Велика, Святкова Мала (Святківка), Свіржова Руська, Вишеватка, Жидівське.
На 01.01.1939 у гміні було майже суцільно українське населення — з 4810 мешканців було 4590 українців, 185 поляків і 35 євреїв, присутність поляків зумовлена польською колонією Гута Крампська.

## Релігія
До виселення лемків у 1945 році в СРСР та депортації в 1947 році в рамках акції Вісла і ліквідації греко-католицької церкви в селах гміни були греко-католицькі громади парафій Дуклянського деканату:
- парафія Граб: Граб, Ожинна, Вишеватка
- парафія Крампна: Крампна, Котань, Гута Крампська
- парафія Мисцова: Мисцова
- парафія Поляни: Поляни
- парафія Розстайне: Розстайне
- парафія Святкова Велика: Святкова Велика, Святкова Мала (Святківка), Свіржова Руська
- парафія Тиханя: Тиханя, Жидівське, Гута Полянська

## Солтиства
Вишеватка, Граб, Крампна, Котань, Мисцова, Ожинна, Поляни, Святкова Велика, Святкова Мала (Святківка)

## Села без статусу солтиства
Вересова Поляна, Гута Крампська, Гута Полянська, Жидівське, Розстайне,  Свіржова Руська, Тиханя

## Сусідні гміни
Гміна Кремпна межує з такими гмінами: зі сходу — Дукля Кросненського повіту, з півночі — Дембовець, Новий Жміґруд і Осек-Ясельський Ясельського повіту, з заходу — Сенкова Горлицького повіту, з півдня — зі Словаччиною.